# Пшемислав Одробний
Пшемислав Одробни (пол. Przemysław Odrobny; нар. 21 жовтня 1985, м. Гданськ, Польща) — польський хокеїст, воротар. Виступає за «Сточньовець» (Гданськ) в Польській Екстралізі. 
Вихованець хокейної школи «Сточньовець» (Гданськ). Виступав за «Сточньовець» (Гданськ).
У складі національної збірної Польщі провів 24 матчі; учасник чемпіонатів світу 2008 (дивізіон I) і 2011 (дивізіон I). У складі юніорської збірної Польщі учасник чемпіонату світу 2003 (дивізіон I).